# Фотиадис, Алекос
Алекос Фотиадис (греч.  Αλέκος Φωτιάδης, Александрия 14 августа 1869-Афины 13 июля 1943) — греческий поэт первой половины XIX века, один четырёх самых известных греческих поэтов Смирны начала века..
Одновременно А. Фотиадис был спортсменом стрелком, участником Олимпиады 1906 года, одним из основателей и меценатов культурного общества «Орфеас» Смирны (1890) и первым (с 1898 — по 1909 год) президентом спортивного клуба «Паниониос».
Согласно писателю и спортивному публицисту Петросу Линардосу, Александрос (Алекос) Фотиадис — «яркий пример соединения духа и тела, культуры и спорта»

## Семья

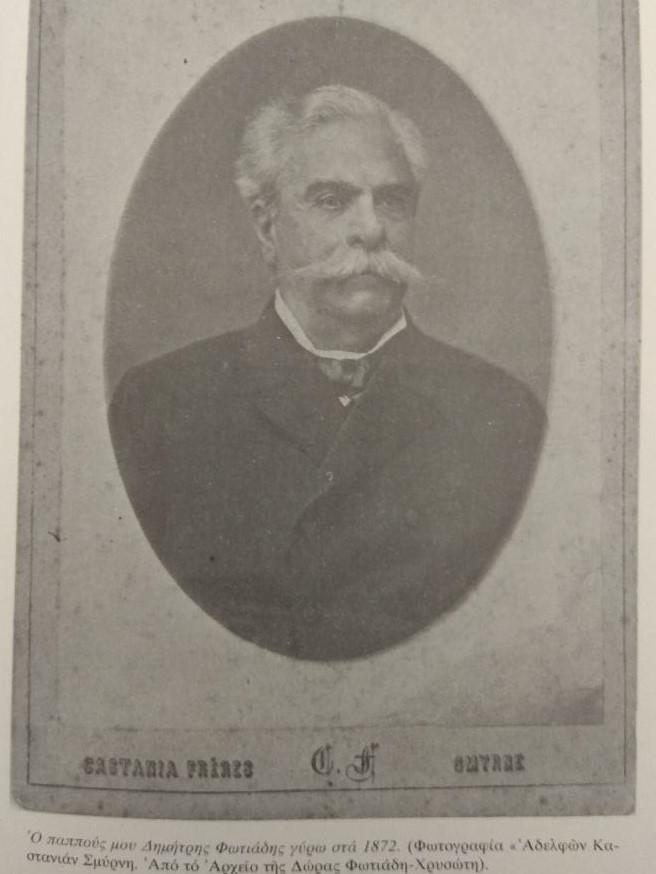
Отец поэта, Димитрис Фотиадис (старший).

Алекос Фотиадис был седьмым (из восьми) ребёнком в семье Димитриса Фотиадиса (старшего), одного из самых богатых землевладельцев Смирны, который нажил своё состояние в Египте, став поставщиком дворца хедива Египта Исмаила-паши. Алекос Фотиадис родился в Александрии. К 1879 году Исмаил привёл Египет к банкротству, был низложен и покинул страну:A-15.
Отец не стал испытывать судьбу и с капиталом в 200 тыс. золотых фунтов вернулся с семьёй в Смирну:А-16.
Он выкупил у своего бывшего работодателя «Хайдарли — чифтлик» площадью в 80 км² на берегу Меандра и построил на набережной Смирны свой дом, самое большое здание города до его разрушения кемалистами в 1922 году.

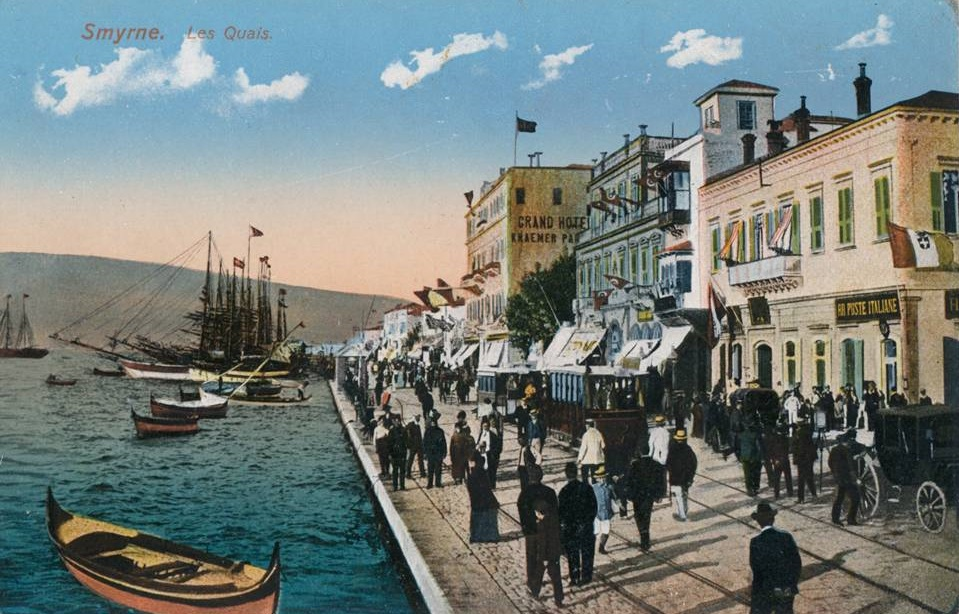
Набережная Смирны в 1910 году. Выделяется гостиница Краймера (до того дом Д. Фотиадиса старшего)

Он также довёл ветку железной дороги до Севдикёя, где построил свою усадьбу:А-17.

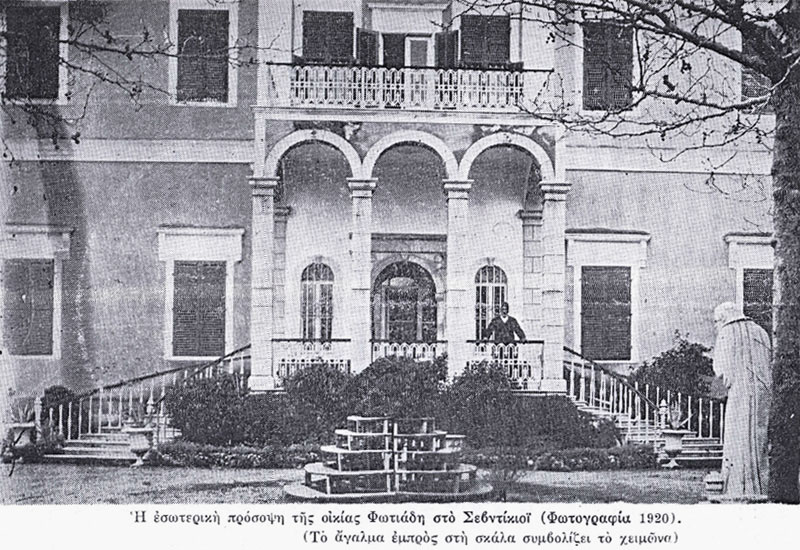
Усадьба Фотиадисов в Севдикёе

Н. Карарас описывает её как «дворец с 40 комнатами, с садом где стояли 12 статуй изображавших месяцы и 4 бо́льших статуй изображавших времена года»
Продолжая скупать землю на Меандре, Д. Фотиадис (старший) построил школу и отреставрировал церковь в Севдикёе. Он построил ещё с десяток домов в Смирне и умер от сердечного приступа, когда Алекосу Фотиадису, было 16 лет.

### Образование и первые работы А. Фотиадиса

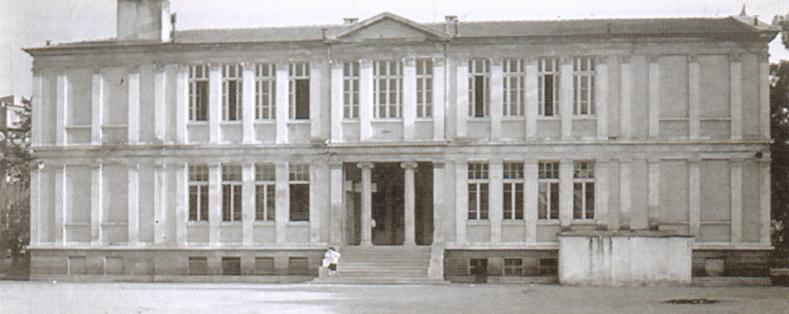
Евангелическая школа Смирны.

Алекос Фотиадис учился в Эвангелической школе Смирны. Продолжил учёбу в Париже, где изучал французскую филологию. В годы своего пребывания во Франции, получил французское гражданство.
Первые свои работы А. Фотиадис публиковал в греческих газетах и журналах Смирны, а затем в изданиях Афин «Панатинея» («Παναθήναια»), «Дневник Скокоса» («Ημερολόγιο του Σκόκου») и «Нумас» («Νουμάς»)

### Земля Ионии

Карта заиливания милетского залива. Отмечены Милет, Приена, Буюкли (Быйклы), где находилась летняя усадьба Фотиадисов

Имения Фотиадисов находились в центре исторической Ионии, где каждый камень напоминал о её греческом прошлом.
В их пределах находился и Миунт, обнаруженный А. Фотиадисом при проведении ирригационных работ. Сад имения в тот период стал местом хранения древностей:А-24.
Зимой 1913-14 годов Меандр в очередной раз сменил русло и снёс остатки руин города:А-25.

### Дом в Севдикёе
Алекос Фотиадис первым привёз в Смирну мотоцикл. Он также привёз и представил врачам рентгеновский аппарат. Поскольку в Смирне ещё не было электричества, он установил в доме маленькое динамо, приводимое в движение потоком Халка Бунар. Он также купил телефонные аппараты и протянул линию от дома к месту, где он уединялся чтобы писать:А-54.
Сын Димитрис был непоседой, что чуть было не стоило ему жизни. А. Фотиадис был хорошим стрелком и располагал большим арсеналом оружия, приобретая ежегодно новые образцы. Демонстрируя друзьям новую покупку, он думал что ружьё не заряжено. Сын из любопытства смотрел в дуло, и только в последний момент, нажимая на курок, А. Фотиадис, чисто механически, отстранил сына. Дыру от пули он не заделал, на память:А-103.

### Буюкли
Летняя усадьба Фотиадисов находилась в Буюкли. На территории этого чифтлика находились 2 греческих и 2 турецких села:А-27.
Для переезда в чифтлик, английская железнодорожная компания Айдына предоставляла Фотиадисам, как акционерам, отдельный вагон:А-26.
В 1899 году брат Алекоса, Ахилл Фотиадис, создал в Буюкли первую метеостанцию и вёл регулярные наблюдения.
В 1907 году из-за эпидемии холеры в Смирне, семья на год перешла жить в Буюкли:А-40.
Сегодня в усадьбе Фотиадисов в Буюкли расположен муниципалитет:А-54.

### Олимпиада 1906 года
В Смирне было два спортивных клуба и оба греческие — «Паниониос» и «Аполлон». А. Фотиадис, будучи первым президентом «Паниониоса», инициировал отправку атлетов клуба на Олимпиаду 1906 года, взяв с собой семью. Спортсмены клуба выступали в составе команды Греции:А-61.
Жили у сестры А. Фотиадиса, Пенелопы, бывшей замужем за Спиридоном Кумундурусом (1858—1924), сыном покойного премьер-министра Греции А. Кумундуроса (1817—1883).

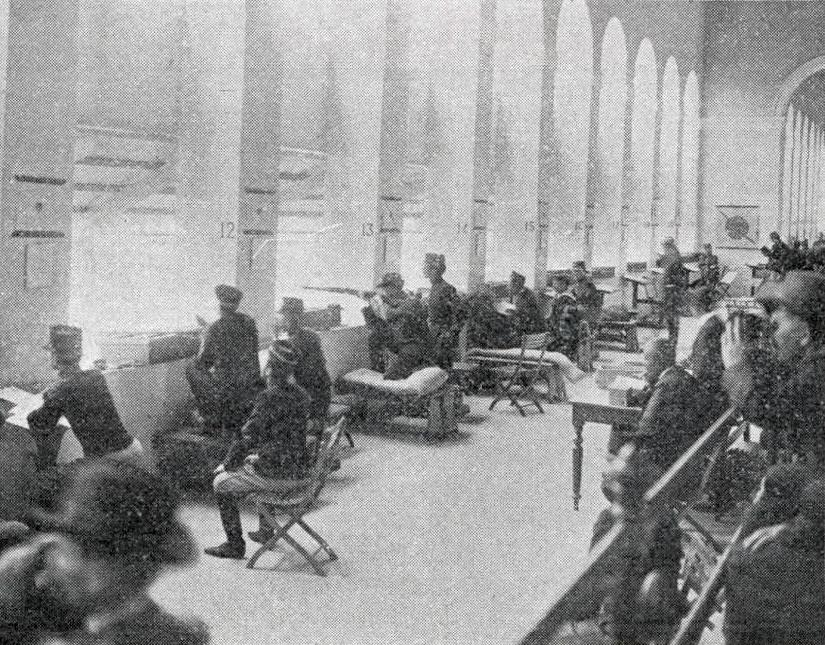
Tir aux Jeux Olympiques intercalaires de 1906 (à Phalère, en mai).

Успех спортсменов команды Фотиадиса был заметным: теннисистка Е. Симириоту получила золотую медаль, теннисист Г. Симириотис получил серебро, Г. Саридакис получил бронзу в спортивной ходьбе на 3000 метров. Кроме этого, футболисты его клуба играли в составе «Сборной Смирны», завоевавшей второе место на Играх.
А. Фотиадис не ограничился ролью руководителя своей команды, но принял личное участие в Олимпиаде, в стрельбе из винтовки.

## Поэт
А. Фотиадис был приверженцем димотики, современной разговорной формы греческого языка, и косвенным образом передал своё предпочтение сыну:А-89.
В 1908 году он издал сборник стихов «Открытые секреты» (Ανοιχτά μυστικά).
Малоазиец Яннис Капсис, публицист и историк, ставший министром иностранных дел Греции, писал многие десятилетия спустя, что Алекос Фотиадис, «сладчайший поэт Открытых секретов», был по его мнению наилучшим из малоазийских поэтов:А-271.
Всегда используя димотики, А. Фотиадис написал буколическую драму «Амариллис» и переложил на разговорный язык «Идиллии» Феокрита, написал стихи «Осень» и «Нессос и Дийанира».

## Перед Первой мировой войной
В 1912 году начались Балканские войны. 26 октября/8 ноября, в день покровителя города, Св. Дмитрия, греческая армия вступила в столицу Македонии, Салоники.
В доме Фотиадисов праздновали день ангела сына. Не скрывая чувств, хозяева и гости обменивались пожеланием «пусть придёт и наш черёд»:А-114.
В декабре 1912 и январе 1913 годов греческий флот нанёс поражения туркам у Элли и при Лемносе, и освободил острова Лесбос и Хиос в часах перехода до Смирны.
Поражение турок не отвечало планам Германии. Реформатор турецкой армии, Лиман фон Сандерс, накануне мировой войны, советовал туркам начать гонения греческого населения эгейского побережья Малой Азии:119, после чего беженцы хлынули на острова Самос, Хиос и Лесбос:119.
Прибрежные общины подверглись атакам банд и резне.
Некоторые общины избежали смерти, перейдя в ислам. В вилайете Айдына действовали до 10,000 вооружённых башибузуков. По свидетельству консула Дании в Смирне, голландца Alfred Van de Zee, банды были в ведении турецкого государства.
Первой пострадала Фокея, в июне 1914 года, за месяц до начала войны.
Учтя эти события, А. Фотиадис отменил отдых в усадьбе и вывез семью в Афины:А-121.

## Первая мировая война
В октябре Османская империя вступила в войну на стороне Центральных держав.
Покинув гостиницу «Ксиротагару» Фалера:А-122, по совету сестры, А. Фотиадис с семьёй перезимовал в Каламате и весной 1915 года поселился на даче Кумундурусов в Мессини:А-125.
Вывезенные из Смирны деньги иссякали и А. Фотиадис решил вернуться в Афины, где снял дом в Патисия:А-126.

### Иония в период Первой мировой войны
С началом войны политика осман против коренного греческого населения приняла форму систематического насилия во многих регионах, включая Понт, где начался Геноцид понтийских греков:А-128.
30 тысяч жителей Айвалыка прошли вглубь Азии 45 -дневным Маршем смерти, как и 60 тысяч греков полуострова Эритреи.
В отличие от Геноцида армян, где у турок не было сдерживающего фактора, они были вынуждены учесть, что в Греции оставались 400 тыс. мусульман. К тому же, Греция ещё сохраняла нейтралитет, и не следовало подталкивать её в лагерь Антанты. В силу этого приоритет в истреблении греков был дан «Амеле Тамбуру» (рабочим батальонам), куда призывались мужчины от подростков до старцев.
Д. Фотиадис пишет, что в «батальонах» погибли более 300 тыс. греков:А-129 (Я. Капсис пишет 400 тыс.:84, в бюллетене № 3 1918 греко-американского союза указаны 1,5 млн греков изгнанных из своих домов, половина которых была убита, погибла в маршах смерти и в «батальонах»:51.)
Геноцид и разрушения были прерваны с поражением Османской империи в Первой мировой войне в 1918 году.

### Семья Фотиадисов в вихре Национального раскола
В Афинах семья Фотиадисов стала свидетельницей борьбы Э. Венизелоса, сторонника вступления в войну на стороне Антанты и короля Константина, сторонника прогерманского нейтралитета, чьё противостояние привело к Национальному расколу.
Не доверяя королевским властям, в мае 1916 года союзники установили контроль железнодорожных составов идущих в Фессалию, дабы избежать доставку туда боеприпасов, которые могли быть использованы против них. Союзники запросили антимонархистов «контролёров». Сын, которому тогда было 18 лет, стал одним из них. Его решение было одобрено А. Фотиадисом — этим он помог семье, чьи финансы иссякли. К тому же, как сторонник Венизелоса, он одобрил и его политический выбор:А-140.
Углубление Национального раскола привело в августе к созданию в Салониках правительства «Национальной обороны», вступившего в войну на стороне Антанты, и к столкновениям в Афинах в ноябре между частями Антанты и сторонниками короля. Семья Фотиадисов стала свидетелем столкновений и последовавших избиений и убийств сторонников Венизелоса монархистами:А-142.
19 ноября семья Фотиадисов бежала из Афин в Ханья, где поселилась в доме друга А. Фотиадиса, Манусояннакиса:А-148.
Ханиоты оказали помощь А. Фотиадису и вскоре, вместе с венизелистом Кулумвакисом, он издал газету «Терисос».
В апреле 1917 года Константин был низложен, семья Фотиадисов вернулась в Афины и сняла две комнаты в рабочем квартале:А-159.
25 марта 1918 года сыну исполнилось 20 лет. Он избрал греческое гражданство и вступил в греческую армию, хотя А. Фотиадис, проживший три года в Париже, имел французское гражданство:А-161.
Сам А. Фотиадис был задействован в военной пропаганде правительства Венизелоса и в апреле 1918 года перевёл с французского лекцию Густава Фузера «Миссия эллинизма и долг греческого солдата».

### Возвращение Фотиадиса в Смирну
В сентябре 1918 года, греческие, французские и др. союзные дивизии начали наступление на Македонском фронте, в результате которого 29 сентября Болгария вышла из войны.
30 октября, подписав Мудросское перемирие, турки также признали своё поражение. В Константинополе встали корабли Антанты, включая корабли ВМФ Греции. Для греков, сам факт постановки на якоря греческого флагмана «Авероф» напротив дворца султана Долмабахче, почти пять веков после захвата Константинополя турками, имел символический характер.
M. Paillares в книге «Кемализм» (Paillarès, Michel Le Kémalisme devant les allies свидетельствова:

Непрерывные возгласы и крики радости потрясали Константинополь. Ни в Страсбурге, ни в Меце Союзники не познали такого апофеоза. Даже камни пришли в движение, чтобы выразить благодарность рабов своим героям, которые пришли освободить их от тирании. Как будто мёртвые вышли из своих могил и пели вместе с живыми гимн Свободе.

Известие о победе в Смирну принёс 7 ноября британский монитор HMS M29.
Жители вывесили союзные, в своём большинстве греческие, флаги. Османские власти безуспешно пытались остановить проявления радости населения.
Моряки французского крейсера подняли флаг над консульством Франции, моряки греческого эсминца «Леон» подняли флаг над консульством Греции. Затем ошвартовался плавучий госпиталь «Амфитрити» Красного креста Греции, чей персонал был одет в военные мундиры. В их числе был и его сын, капрал Д. Фотиадис:А-171.

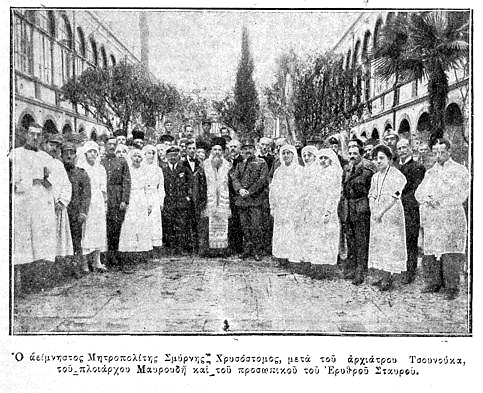
Персонал Греческого Красного Креста в Смирне. В центре митрополит Хризостом (Калафатис). Рядом с митрополитом главврач Цунукас и капитан Маврудис.

Беженцы начали возвращаться в свои дома, в их числе был и А. Фотиадис.

### Греческая Смирна
В апреле 1919 года союзники приняли решение предоставить Смирну греческой армии:А-179.

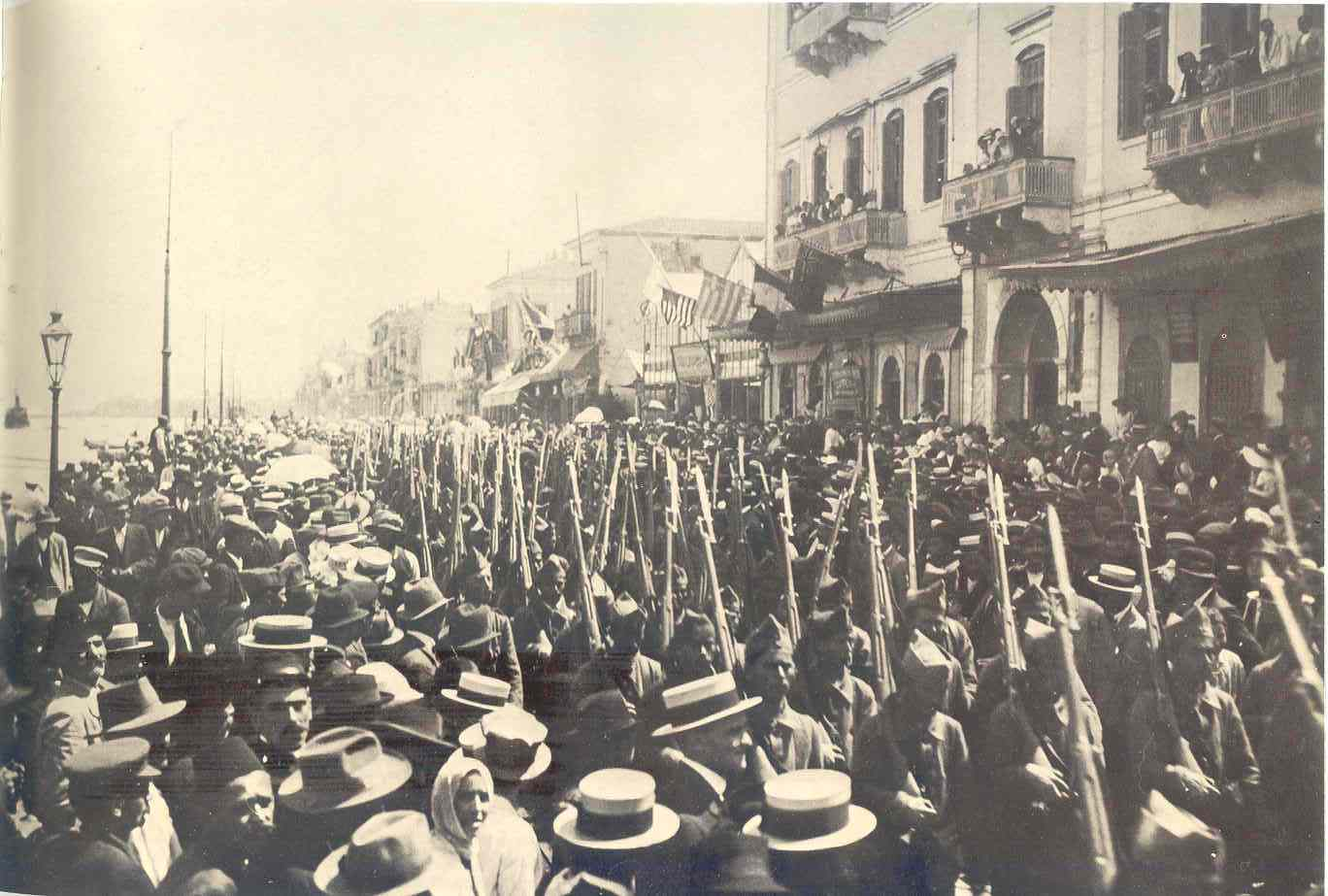
Высадка Первой греческой дивизии в Смирне

Высадка I греческой дивизии 2/15 мая ожидалась мирной. Но на Смирну претендовали итальянцы, и подготовленная ими провокация завершилась кровавыми беспорядками:А-181.
Воспользовавшись ими, итальянцы ещё раз запросили у союзников право на оккупацию Измира, но вновь получили отказ:364.
Их готовые к занятию Смирны части высадились в Эфесе и расширили зону оккупации на левый берег Меандра, где находились имения Фотиадиса, доступ к которым он практически потерял. Итальянцы сделали свою зону базой турецких чет, чьи налёты на греческую зону приняли характер этнических чисток. Самым кровавым из них стал налёт на Айдын:А-183, вынудивший правительство Греции срочно усилить экспедиционную армию. Молниеносные операции греческой армии в Малой Азии потрясли создаваемые Кемалем структуры и опровергли надежды турок на его армию. Последовали массовое дезертирство турецких солдат и бегство турецкого населения в безопасную зону, контролируемую греческой армией:88.
Для греческих властей Смирна была освобождённым городом, где действовало законодательство Греции. Д. Хортон пишет, что в период греческого контроля у региона была самая методичная, цивилизованная и прогрессивная администрация в его современной истории:84.
Д. Дакин пишет, что положение турок при новой администрации в любом случае было лучше положения греков при турецкой администрации:338.
К осени 1920 года обстановка определилась. Султан не имел власти над повстанцами. «Союзники с горсткой своих войск были также бессильны. Вокруг них, как единственная защита, стояла стена греческих войск».
Усадьба в Севдикёе была предоставлена А. Фотиадисом штабу I корпуса генерала Нидера. Следствием этого жеста стало знакомство его дочери, Екатерины, с полковником Периклом Каллидо́пулосом, который на последнем этапе войны был комдивом XII дивизии. Екатерина Фотиаду — Каллидопулу (1899—1986) впоследствии стала основательницей салоникских «Лицея гречанок» и корпуса сестёр милосердия Салоник.

## Продолжение войны
Севрский мирный договор 1920 года закрепил контроль региона за Грецией:340. Номинально регион оставался турецким, до решения его судьбы через 5 лет, на референдуме:16.
После этого успеха Венизелос решил провести выборы:A-187. «Народная партия» монархистов провела предвыборную борьбу под лозунгом «мы вернём наших парней домой» и при поддержке, значительного тогда, населения мусульман, победила на выборах ноября 1920 года:A-188.
Победа монархистов нанесла неожиданный и страшный удар политическим позициям Греции и стала роковой для греческого населения Малой Азии. Союзники предупредили, что с возвращением в Грецию короля Константина они прекратят финансовую помощь:345 и заморозят кредиты.
Подпись султана под Севрским договором не означала ничего. Греческая армия вела войну в одиночку: Италия поддерживала кемалистов, Франция, решая свои задачи, стала также оказывать им поддержку.
Не находя решения в вопросе с населением Ионии, в иной геополитической обстановке, правительство монархистов решило разрешить вопрос силой.
Армия предприняла «Весеннее» и «Большое летнее наступление» 1921 года, нанесла туркам поражение в самом большом сражении войны при Афьонкарахисаре-Эскишехире. Но турки отошли к Анкаре:55-58, после чего 28 июля/10 августа 7 греческих дивизий форсировали Сакарью и пошли на восток.
Д. Фотиадис:82 именует этот поход «эпосом греческой армии»:А-197. Армия проявила свои боевые качества, понесла тяжёлые потери в последовавшем «эпическом сражении», где победа была близка:357, но исчерпав ресурсы и не располагая материальными и людскими резервами, в порядке отошла назад, за Сакарью. И в греческой и турецкой историографии отмечается, что оставшаяся без боеприпасов греческая армия была близка к победе:109:223.
Д. Фотиадис пишет: «тактически мы победили, стратегически мы проиграли»:115. Правительство удвоило подконтрольную ему территорию в Азии, но возможностями для дальнейшего наступления не располагало. Не решив вопрос с греческим населением региона, правительство не решалось эвакуировать армию из Азии. Фронт застыл на год.

## Смирна в огне
Позиционируя себя победителями, монархисты не могли отступить. Армия продолжала удерживать фронт «колоссальной протяжённости, по отношению к располагаемым силам», что согласно А. Мазаракису, кроме политических ошибок, стало основной причиной последовавшей катастрофы:159.
Даже там, где плотность была большей, между дивизиями имелись бреши до 30 км:159.
Наступление 16 турецких дивизий началось 13/26 августа. Турки без труда вклинились между I и IV греческими дивизиями:174.
Греческое продвижение на восток, в течение 3 лет, носило чисто военный характер и, в меру возможного, не коснулось гражданского населения, а отношения между греками и турками на занятой греческой армией территории имели относительно мирный характер. Лишь в провинции, пишет Д.Хортон, «поверхностная идиллия часто нарушалась убийством 2-3 греческих чиновников»:91.
Напротив, турецкое наступление означало начало масштабной этнической чистки. Это подтверждается тем, что за всю войну греческая армия потеряла убитыми 25-50 тыс. человек, в то время как несоизмеримые потери греческого гражданского населения колеблются между 600 и 700 тыс. человек убитыми:A-218.

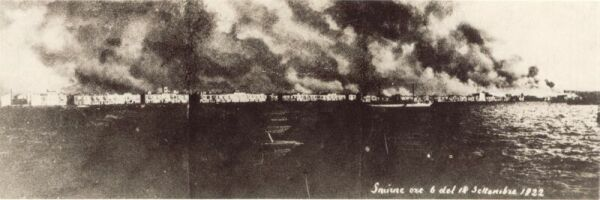
Горящая Смирна

Геноцид греков (в другом чтении этническая чистка) достиг кульминации в Смирненской резне.
После ухода армии из города, греческая администрация пыталась организовать цивилизованную передачу власти:154:84-92.
Греческие жандармы продолжали патрулировать, соблюдая порядок. Хортон пишет что они заслужили доверие всех жителей Смирны. Некоторые дипломаты просили союзного комиссара оставить жандармов, до принятия власти турками:115.
Митрополит Смирны Хризостома отказался покинуть город и отказался от убежища в консульстве Франции говоря: «Я пастырь и моё место вместе с моим стадом»:127.
Он отправился в сопровождении турецких солдат в мэрию, где Нуреддин-паша отдал его на растерзание черни. Дакин пишет, что «митрополит Хризостом не выжил, чтобы увидеть печальные последствия французской и итальянской дипломатии. Он умер мучеником, от пыток Нуреддина»:356.
Согласно Д. Хортону, Кемаль был полон решимости искоренить навсегда христианское население Малой Азии. В его планах город подлежал резне, начиная с армян, что, согласно Хортону, «доставляет особенное удовольствие туркам». После чего (греческий) город должен быть сожжён и всё мужское население отправлено маршем смерти вглубь Азии:109.
Последние греческие солдаты ушли из города 8 сентября. Пожар в Смирне, при благоприятном для турок ветре, начался с армянского квартала 13 сентября. Город был в руках турок целых 5 дней до начала пожара:110.
До 5 тыс. армян заперлись в церкви Св. Стефана и не сдавались, зная что их ожидает. Храм был подожжён турками и выходившие из него расстреливались:38.
После чего были сожжены все греческие церкви, включая символ православной Смирны, храм Св. Фотини, как и весь греческий город:А-212.
Последовавшая резня происходила на виду союзных кораблей, стоявших на якорях в сотнях метров от набережной, при том что «взрыв одного холостого снаряда, выпущенного с них на турецкий квартал города, отрезвил бы турок»:140.
Адмиралы союзников не только наблюдали безмятежно за резнёй, но французский адмирал извинился за задержку на банкет Нуреддина, «по причине того, что пропеллер его катера был заблокирован плавающими трупами»:18.
Резня в Смирне коснулась не только её жителей. Сюда стеклись десятки тысяч беженцев со всей Ионии, в надежде на то, что турки не посмеют начать резню под дулами орудий союзных кораблей, и что в крайнем случае их переправят на греческие острова:A-209:292.
Консульство США оценило, что одних армян было убито 25 тыс., число убитых греков превысило 100 тыс.:157.
Согласно Лиги Наций, число погибших в последовавших маршах смерти превышает 50 тыс., что Хортон считает консервативной оценкой:151.
Резня в Смирне и регионе сопровождалась грабежами и разрушением церквей и кладбищ:A-213.
Резня в Смирне была бо́льшей трагедией, нежели падение Константинополя в 1453 году. При всех зверствах осман, Мехмед II не позволил сжечь Константинополь и Храм Святой Софии:А-216.
Мустафа Кемаль преследовал другие цели. Огнём, резнёй, изгнанием коренного населения он поставил себе целью выкорчевать всё греческое из Малой Азии, включая греческую историю и характер Смирны:А-211

### Семья Фотиадисов среди беженцев
Алекос Фотиадис, накануне турецкого наступления, уехал в Вену, где должен был оперироваться. Он не подозревал, что больше никогда не увидит родной город.
Дочь с ребёнком, с помощью его сына, успела выехать из Смирны 24 августа, за три дня до вступления в город кемалистов:А-208.
Резню и сожжение города пережили его сын и жена, которым удалось выбраться в Кордельо, в 11 км к северу от Смирны, откуда 1 сентября они наблюдали как горела гостиница Краймера (до того дом отца А. Фотиадиса).
Своему спасению они были обязаны французскому гражданству А. Фотиадиса. Жена предусмотрительно получила в консульстве Франции паспорт, куда были внесены её фотография, фотографии сына и служанки. Ей также дали 3 значка с флагом Франции. Это спасло их при встрече с турецкими солдатами.
Сын бежал из Смирны на маленьком буксире 5/18 сентября:А-216. Жена отказалась покинуть Смирну, но позже оказалась в числе десятков тысяч беженцев эвакуированных американским пастором А. Дженнингсом.
Вскоре А. Фотиадис приехал к дочке в Салоники, где семья собралась и поселилась в снятом ими домике, в котором спали на досках и ящиках. Наступила суровая зима, сосульки в доме свисали сталактитами, семья грелась вокруг мангала. Никакого просвета для когда то одной из самых богатых семей Ионии не вырисовывалось:В-14 и, перезимовав в Салониках, в 1923 году семья переехала в Афины.
Спирос Кумундурос, муж умершей к тому времени сестры Пенелопы, предложил им свою дачу на полуострове Кастелла Пирея:В-19.
После пережитого, двухэтажный дом с двумя верандами с видом на Саронический залив и Гимет предоставил им кратковременную идиллическую жизнь:В-20.
Фотиадисы скуплялись по соседству у земляков беженцев, чья лавка носила характерное философское имя «И это пройдёт»:В-21.
Алекос Фотиадис, по своему обыкновению, начал раскопки на полуострове, утверждая что в древности здесь была крепость, вызвав интерес газет и Афинской академии.
Но для обеспечения какого либо дохода он организовал птицеферму с инкубатором. После первоначального успеха, ферму поразила куриная чума — «не осталось и пёрышка»:В-22.

## Primum vivere deinde philosophari
Условия жизни семьи Фотиадисов не шли ни в какое сравнение с нищенскими условиями в которых жили сотни тысяч обездоленных малоазийских беженцев. Однако и у Фотиадисов не было ни средств, ни времени, чтобы посвятить себя литературной деятельности и они были вынуждены следовать латинскому изречению «Прежде жить, а уж затем философствовать».
В смирненском Кордельо́ жил голландец брокер Генрих Ван дер Зее (Heinrich Van Der Zee), чей дом сегодня превращён турками в ресторан.
Ван дер Зее естественно знал Фотиадисов, тем более что в его морском агентстве в Пирее директором был дальний родственник жены А. Фотиадиса.
Запечатав на будущее свои литературные труды, сын согласился на работу в агентстве, где вёл его переписку в течение шести «худших лет своей жизни», как он писал позже:В-27.
Через год умер Спирос Кумундурос, который завещал дом в Кастелле своему племяннику, поэту и политику Александросу Эмпирикосу (1898—1980). Тот сразу, предъявив Фотиадисам задним числом большую сумму за проживание, выселил их из дома. Семья переселилась в Киприаду.
Однако положение А. Фотиадиса улучшилось: будучи гражданином Франции, он получил мизерную, по сравнению с реальной их стоимостью, компенсацию за имения оставленные в Ионии, но значительную для его положения на тот момент сумму.
Часть этих денег он потратил на строительство дома в Киприаду.
На литературных вечеринках в этом доме встречались поэтесса Афина Тарсули (1884—1975), писательница фольклористка Ангелики Хадзимихали (1895—1965), театральный писатель и критик Николаос Ласкарис (1868—1945), политик и писатель Георгиос Афанасиадис Новас (1893—1987), театральный писатель Димитрис Богрис (1890—1964), поэт и театральный писатель Ангелос Симириотис (1873—1944).

## Рождение театрального писателя
После ухода из морского агентства, сын запросил у жены А. Фотиадиса оставленные у неё работы. То что он увидел не обрадовало его — он порвал все свои работы за исключением одной: пьесы «Маня Витрова», где героиней была русская революционерка умершая в Петропавловской крепости.
На одной из вечеринок жена заявила гостям, что в семье не только муж поэт, мой Димитрис пишет театральные пьесы. Гости заинтересовались и отправили копии «Мани Витровой» на конкурс филологического клуба «Парнассос».
Жюри единогласно отметило «Маню Витрову», будучи уверенным в том, что это опытный писатель, проживший много лет в России. Публика впервые слышала имя Димитриса Фотиадиса.
В следующем 1932 году пьеса вышла отдельной книгой. В мае 1934 года пьеса была поставлена «Народным театром Афин» В. Ротаса.
Ещё будучи клерком в агентстве сын купил участок земли в пустынном и далёком тогда пригороде Эллинико, на котором А. Фотиадис построил дом для сына:В-59.

## Поколение тридцатых

Димитрис Фотиадис, сын Алекоса Фотиадиса, 1937 год

Предтечей «Движения поколения 30х» была «Этерия театрального сотрудничества», которая сформировалась в доме сценариста Сократиса Карандиноса (1906—1979) вокруг его «Новой драматической школы».
Общество воглавил триумвират Карандинос, Димитрис Фотиадис и П. Кацелис (1907—1981), который зарегистрировал его 25 июля 1936 года, за несколько дней до провозглашения диктатуры генерала Метаксаса:В-75.
Среди учредителей были ставшие известными впоследствии писатели И. Венезис, А. Терзакис, Д. Фотиадис, театральный режиссёр К. Кун, художник С. Папалукас и др
Сын стал генеральным секретарём общества:В-76.
С начала деятельности «Этерии театрального сотрудничества» его учредители убедились в необходимости издания собственного журнала, на что у них не было необходимых финансов. Вопрос был разрещён щедростью А. Фотиадиса.
«Этерия» решила выкупить закрывшийся еженедельный журнал «Неоэллиника граммата» Константина Элефтерудакиса (1877—1962). А. Фотиадис был дружен с Элефтерудакисом и предложил ему выкупить журнал. Тот счёл это пустым делом, но уступил. А. Фотиадис выплатил 100 тыс. драхм, и, будучи директором формально, оставил инициативу молодёжи.
Первый номер журнала вышел 5 декабря. В общей сложности вышло 228 номеров:В-78.
Через журнал прошли десятки ставших известными писателей и художников.

### Литературная деятельность А. Фотиадиса в 30-е годы
Фотиадис переложил на разговорный язык трагедию Ифигения в Авлиде Еврипида. Примечательно, что в заголовке издания 1935 года его работа характеризуется неологизмом «неопииси» (Νεοποίηση από την τραγωδία του Ευριπίδη), что приблизительно переводится как «новизирование/модернизация» текста Еврипида.
В 1936 году он издал свой сборник стихов «Мифы» (Μύθοι).

## Вторая мировая война
28 октября 1940 года итальянские войска вторглись в Грецию с территории Албании. Греческая армия отразила нападение и перенесла военные действия на территорию Албании. Это была первая победа стран антифашистской коалиции против сил Оси.
Итальянское весеннее наступление марта 1941 года в Албании показало, что итальянская армия не могла изменить ход событий, что делало вмешательство Германии для спасения своего союзника неизбежным.
Немецкая армия, вторгшаяся в Грецию из Болгарии 6 апреля, не смогла с хода взять Линию Метаксаса. Но дивизии вермахта, совершив обход, пересекли болгаро-югославскую границу 8 апреля и, не встретив здесь серьёзного сопротивления, вышли через практически неприкрытую греко-югославскую границу к Салоникам, отсекая группу 4 -х дивизий Восточной Македонии от основных сил греческой армии сражавшейся в Албании против итальянцев.
60-тысячный британский корпус, занявший в марте 1941 года вторую линию обороны, вдали от фронта в Албании и возможного театра военных действий на болгарской границе, как и предвидели некоторые греческие генералы, лишь провоцировал вторжение и начал отступать.
В этой обстановке, когда основные силы греческой армии оставались в Албании, а союзные отступали, дорога на Афины была для немцев по сути открытой.
Корабли флота получили приказ перейти в Египет для продолжения войны. Это вызвало идею у сына Фотиадиса и его жены также выбраться туда, тем более что жена, Катина Ласкари, родилась в Египте и имела там братьев и дядю:В-151.
Жена Алекоса Фотиадиса воспротивилась их намерению взять внучку в опасный путь, так как «люфтваффе» бомбила все суда в акватории Эгейского моря, включая плавучие госпитали. Но и пережившие Смирненскую резню сын и жена А. Фотиадиса, недооценили того что может означать немецкая оккупация — как никак европейский народ.
Позже сын писал в своих мемуарах, что просит прощения у греческого народа за то, что не остался в Отечестве бороться против оккупантов, а также у дочери пережившей ужасы оккупации без родителей:В-152.
На польском судне «Варшава» сын и его жена прибыли в Порт-Саид, к истокам былого богатства своей семьи и в город, который именовался именем её первого благодетеля.
В декабре сын получил приглашение премьер-министра правительства в изгнании Э. Цудероса прибыть в Лондон «для ведения национальной пропаганды»:В-178.

## Смерть А. Фотиадиса
С началом оккупации и Великого голода, А. Фотиадис продал свой дом для разрешения ежедневных нужд.
Важным подспорьем для выживания А. Фотиадиса, его жены и внучки стала ежедневная похлёбка предлагаемая литераторам смирненцем писателем Михаилом Аргиро́пулосом (1862—1949):В-298.

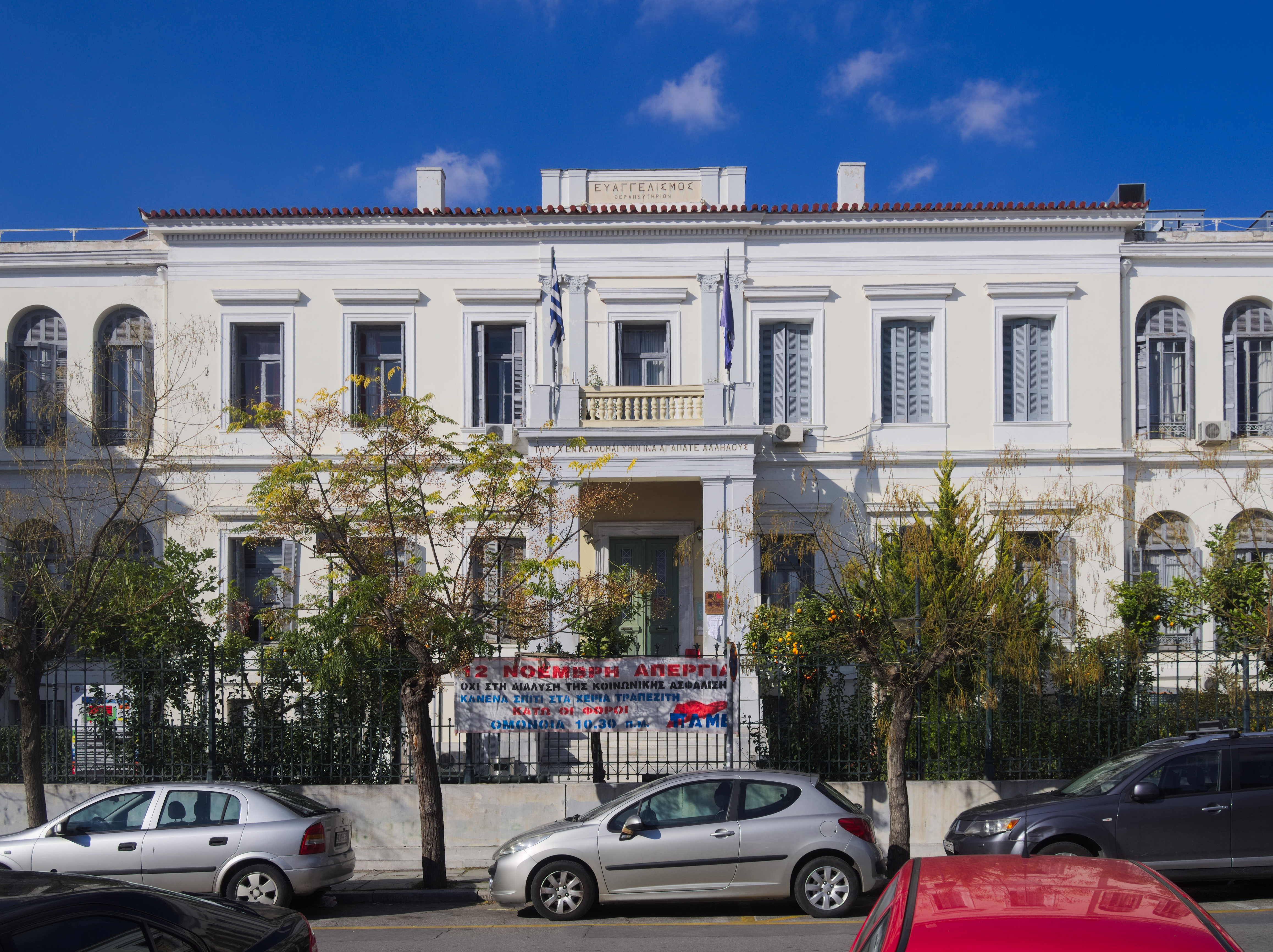
Госпиталь «Эвангелизмос», место смерти Алекоса Фотиадиса

Алекос Фотиадис умер в возрасте 73 лет после операции паховой грыжи:В-272 13 июля 1943 года в афинском госпитале «Эвангелизмос». В своей речи в Благовещенской церкви при госпитале секретарь Общества греческих литераторов Агис Терос (Спирос Теодоропулос, 1875—1961), отметил что это был четвёртый удар в том году по греческой литературе, после смерти Андониса Травландониса (1867—1943), М. Малакасиса и К. Паламаса.
Само упоминание Фотиадиса в ряду этих видных литераторов, было признанием его места в греческой литературе.
23 ноября 1943 года Общество греческих литераторов организовало поминки Фотиадиса в «Очаге Новой Смирны», где держали речь А. Сикелианос и Агис Терос.

## Место Алекоса Фотиадиса в греческой литературе
Алекос Фотиадис не принадлежит к числу наиболее читаемых сегодня греческих литераторов.
Однако он непрестанно упоминается во все последующие десятилетия после его смерти.
В школьном учебнике 1952 года было размещено его стихотворение «Колокол» (Солнце склоняется к горе, теряется и гаснет).
Его переложение на разговорный язык продолжает использоваться при постановке трагедии Ифигения в Авлиде Еврипида.
Композитор Микис Теодоракис написал музыку к его стихотворению «Радость плуга».
Примечательно что Елена Лазар включила работы А. Фотиадиса в свою антологию греческой литературы на румынском языке.